# Hände hoch, Old Boy!
Hände hoch, Old Boy! (Originaltitel: Red Desert) ist ein US-amerikanischer Western aus dem Jahr 1949 von Ford Beebe mit Don Barry und Tom Neal in den Hauptrollen. Der Film wurde von Lippert Production, Inc. produziert.

## Handlung
US-Marshal Pecos Jones verfolgt einen Flüchtigen. Am Rande einer Wüstengegend wird er vom Pferd geschossen. Im Wüstensand liegend rekapituliert er, wie es zu seiner aktuellen Situation kam.
Jones wird von Präsident Grant persönlich beauftragt, den berüchtigten Mörder Lefty Jordan zu fangen. Grant befürchtet, dass Jordan mit Hilfe der Beute seines letzten Raubzuges, mehrere Goldbarren, einen unabhängigen Staat gründen will. Von Jordan existieren keine Bilder, man kann ihn nur anhand einer auf seinen linken Unterarm tätowierten Schlange identifizieren.
Jones macht sich auf den Weg in das Städtchen Antelope, von dem angenommen wird, dass sich Jordan dort aufhält. Jones tarnt sich als Spieler von der Ostküste und reist per Kutsche. Seine Mitreisenden sind die Sängerin Hazel Carter, der Saloonbesitzer John Williams und der für Williams arbeitende Sparky Jackson. In Antelope lernt Jones Williams Partner Deacon Smith kennen. Er wird vom kampflustigen Bob Horn zu einem Duell herausgefordert. Jones demütigt Horn, indem er ihm die Pistole stiehlt. Von Jones Standhaftigkeit überzeugt bietet Williams ihn einen Job als Croupier an.
Jones ist der Kartengeber bei einem Pokerspiel zwischen Jackson und Horn. Jackson gewinnt ständig, was Hotn frustriert, der den Juwelier bedroht. Jones beendet den Konflikt, indem er Horn k. o. schlägt. Am nächsten Tag übergibt Jackson ein Päckchen mit Juwelen an Williams und Smith. Sie beauftragen zwei Männer, Horn und Barton, die Juwelen abzuliefern. Jones folgt den beiden, maskiert sich und kann die Juwelen an sich bringen. Als Horn und Barton von dem Überfall auf sie berichten, beschuldigt Williams sie des Betruges und erschießt Barton. Jones trägt das gleiche Halstuch, mit dem er sich maskiert hat. Horn und Smith wollen ihn zur Rede stellen, werden aber von Jones wegen des Raubes der Goldbarren festgenommen. Smith greift nach seiner Waffe, Jones erschießt ihn und auch Horn. Williams springt auf sein Pferd und galoppiert aus der Stadt. Jones verfolgt ihn bis zur Wüste und wird, wie eingangs gezeigt, vom Pferd geschossen.
Williams kommt angeritten, um Jones zu töten. Eine Klapperschlange bringt sein Pferd zum Scheuen. Es wirft ihn ab und läuft davon. Williams flüchtet zu Fuß weiter, verfolgt von Jones. Schließlich erreicht er Williams und kann ihn nach einem Faustkampf töten, indem er ihn von einer Klippe stößt. Erschöpft und fast verdurstet erreicht Jones die Stadt. In Jacksons Laden erklärt er, dass Williams keine Tätowierung hatte und zwingt den Juwelier, seine Hemdsärmel aufzurollen. Es kommt die tätowierte Schlange zum Vorschein. Beim Versuch Jackson zu verhaften, zieht dieser eine versteckte Waffe hervor. In diesem Moment tritt Hazel ein, was Jackson ablenkt. Jones kann die Waffe greifen, in dem folgenden Handgemenge löst sich ein Schuss, der Jackson tötet. Jones lädt die Goldbarren auf einen Wagen und kehrt nach Washington zurück.

## Produktion

### Hintergrund
Gedreht wurde der Film von Ende Juni bis Anfang Juli 1949 im Red Rock Canyon.

### Besetzung
Die Einleitung der Originalfassung wurde von Reed Hadley gesprochen.

## Veröffentlichung
Die Premiere des Films fand am 17. Dezember 1949 statt. In der Bundesrepublik Deutschland kam er am 7. Juli 1953 in die Kinos.

## Kritiken
Das Lexikon des internationalen Films schrieb: „Ein ambitionierter Western, der sich aber von den Klischees des Genres nicht zu befreien vermag.“
Der Kritiker des TV Guide lobte die für einen Low-Budget-Western fachmännische Regie und das Drehbuch, das ein sich steigerndes spannungsgeladenes Ende aufbaue.